# Philip Goldson Highway

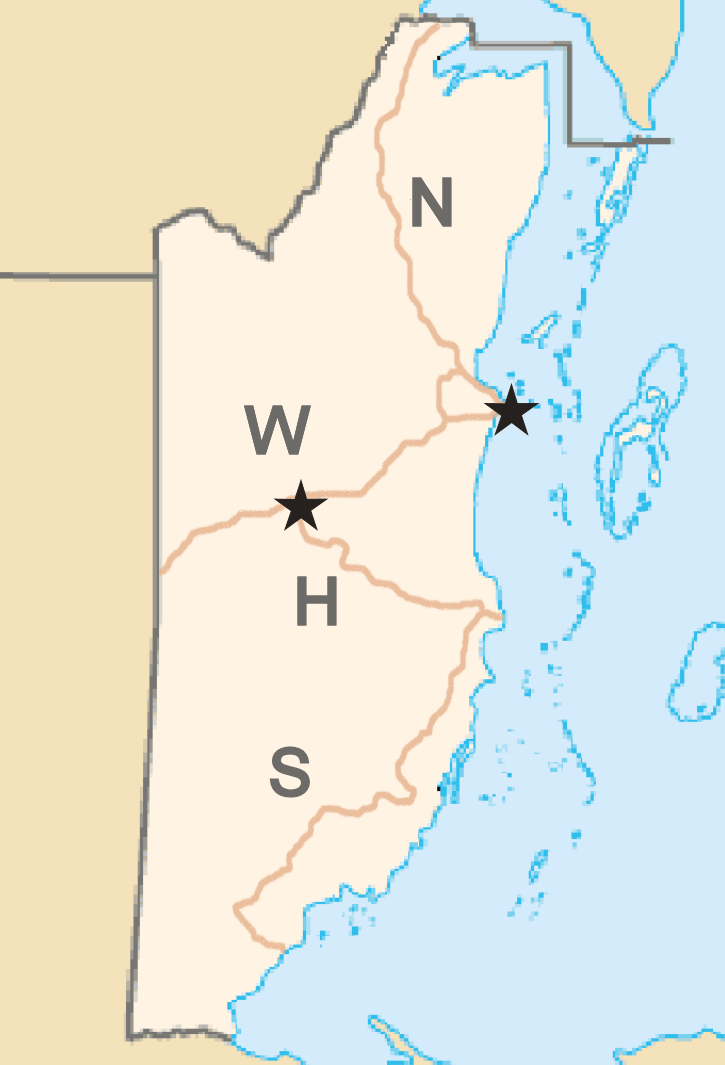
Highways in Belize. N bezeichnet den Northern Highway

Der Philip Goldson Highway (bis 2012 Northern Highway) ist einer der vier großen Highways im mittelamerikanischen Belize.
Er führt von Belize City über rund 150 Kilometer nach Norden an die mexikanische Grenze. Dabei werden Ladyville, Orange Walk Town und Corozal passiert. Der Philip Goldson Highway ist durchgängig befestigt und zweispurig befahrbar. 
Die Fahrzeit von Belize City bis an die mexikanische Grenze beträgt rund zwei Stunden.

## Nachweise
1. ↑  The San Pedro Sun, 29. September 2012 (englisch)